# 洛克人4 新的野心！！
《洛克人4：新的野心！！》是遊戲開發商卡普空於1991年12月6日發售的FC遊戲機專用的動作遊戲。本作是洛克人元祖系列的第四作。

## 概要
本作首次引進雙城制，由八大頭目關卡，加上柯薩克城四關卡和威利城四關卡共16關卡。將洛克砲聚氣射擊的系統導入比起上一代的遊戲有了更大的變化，故事性的強化也更加明顯。其他系統的變更也為後續幾代的遊戲奠定基礎，為本系列遊戲的一個重大突破。

## 故事及人物
洛克人擊退巨大機器人伽馬經過一年後，某天突然出現一位科學家『科薩克博士』出現於螢幕上，自稱宣言要征服世界，他製造了八台機器人占領全世界的八大都市，這些機器人分別為「燈泡人」、「蟾蜍人」、「鑽頭人」、「法老王人」、「圓環人」、「垃圾人」、「潛水人」及「骷髏人」。萊特博士把新武器「新洛克砲」裝給洛克人後，洛克人再度投身於戰場中。

## 系統變更
- 本作的洛克人裝備了萊特博士秘密開發的「新洛克砲」，其三段集氣的的最大威力比普通射擊強上三倍。
- E罐的最大持有數改為與自身的最大殘機數相同，使用圖案的擺設位子也與特殊武器分開。
- 在特定場所中會出現艾迪來隨機給予一項補給品。
- 武器切換介面全面換新，前面三作的武器所使用的英文字頭名稱也改為頭目的名稱
- 可以再挑戰一次頭目關卡的設定回歸，但與首作不同，在通關後重新挑戰關卡時不會再出現頭目。

## PlayStation移植版
1999年發布了在PlayStation上的移植版，遊戲封面經過重新繪製，內容分成原作模式以及導航模式。本作與前面三代的移植版沒有太大的差別，但比較特殊的是本次導航模式的配樂全部經過重新編曲，而這個設定在後面的兩代重製版中也被廣泛運用。
- 原作模式

將1988年在紅白機上發行的版本完全移植，無任何變動。
- 導航模式

除了將1987在紅白機上發行的版本完全移植外，血量條與武器選擇使用全新介面，並且可用L鍵與R鍵切換武器。
武器名稱從英文代碼變成日文全名。
新增路標導航指引玩家前進。
可以透過記憶卡存檔。
可設定難易度。
畫面上方會出現警告標示，提醒玩家要迎戰關卡頭目。
收錄了萊特博士研究所的資料庫，裏頭收錄經過重新繪製的關卡頭目以及他們的資料簡介。

## 外部連結
- 元祖洛克人1~6 PS移植版日文官方網站